# Линия M1 (Бухарестский метрополитен)
Линия M1 — первая линия метро Бухареста, открытая 16 ноября 1979 года. Длина линии — 31 км. Линия М1 проходит от станции Дристор 2 до станции Пантелеймон.

## История

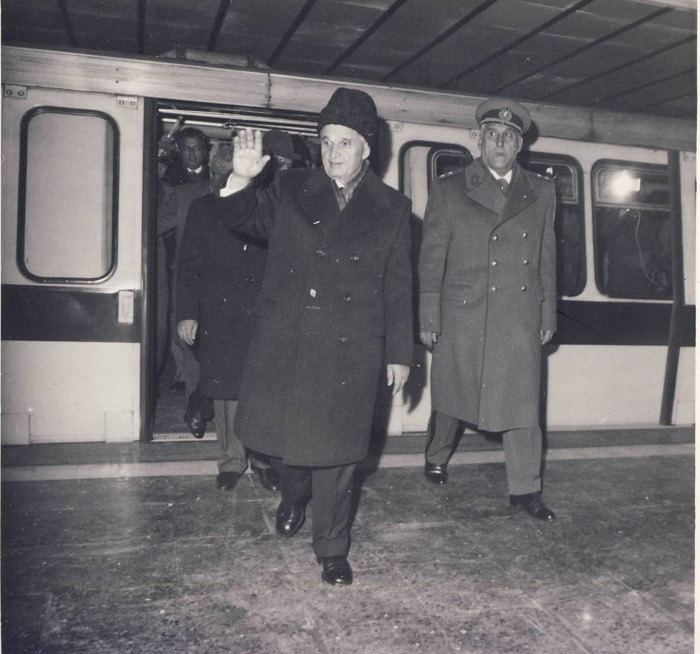
Николае Чаушеску открывает метро, 28 декабря 1981 г.

Строительство первой линии началось в 20 сентября 1975 года. Маршрут был выбран вдоль реки Дымбовица.
Первый участок был длиной 8,63 км от станции Семэнэтоаря (ныне Петраке Поенару) до станции Тимпурь Ной и включал в себя 6 станций. Хотя датой открытия первой линии считается 16 ноября 1979 года, первый поезд пошёл лишь 19 ноября, а официально линию открыл лично Николае Чаушеску 16 декабря.
Следующий участок этой линии длиной 9 км был открыт 28 декабря 1981. Он включал ещё 6 станций от Тимпурь Ной до Републики.

## Особенности линии
- Линия является полузамкнутой петлёй.
- Линия делит пути с линией M3

## Подвижной состав
Линию обслуживают поезда Bombardier Movia.

## Станции на линии M1
- Дристор 2 (рум. Dristor 2)
- Пяца Мунчий, Площадь Труда (рум. Piața Muncii)
- Янкулюй (рум. Iancului)
- Обор (рум. Obor)
- Штефан чел Маре (рум. Ștefan cel Mare)
- Пяца Викториеи, Площадь Победы (рум. Piața Victoriei, переход на линию M2)
- Гара де Норд, Северный вокзал (рум. Gara de Nord)
- Басараб (рум. Basarab, переход на линию M4)
- Крынгаш (рум. Crângași)
- Петраке Поенару (рум. Petrache Poenaru)
- Грозавешть (рум. Grozăvești)
- Эроелор (рум. Eroilor, переход на линию M3)
- Извор (рум. Izvor)
- Пяца Унири, Площадь Единства (рум. Piața Unirii 1, переход на линию M2)
- Тимпурь Ной (рум. Timpuri Noi)
- Михай Браву (рум. Mihai Bravu)
- Дристор 1 (рум. Dristor 1)
- Николае Григореску (рум. Nicolae Grigorescu, переход на линию M3)
- Титан (рум. Titan)
- Костин-Джеорджиан (рум. Costin Georgian)
- Република (рум. Republica)
- Пантелимон (рум. Pantelimon)